# 황제앵무조개
황제앵무조개는 앵무조개과의 한 종이다.

## 형태적 특징
불꽃모양의 줄무늬가 거의 전 패각을 가로질러 나있다. 진주 앵무조개라고도 하는 황제 앵무조개(Nautilus pompilius)는 앵무조개 중에서 가장 잘 알려진 종이다. 껍데기를 자르면 광택이 나는 진주층이 드러나고 거의 완벽한 등각 나선을 보인다. 껍질은 보호색을 나타내며 바닥은 밝고 상단은 어두운 색깔을 띈다. 이 껍질은 위에서 보면 바다의 어두운 색과 어우러지고, 아래에서 보면 위에서 오는 빛과 어우러지기 때문에 포식자를 피하는 데 도움이 된다. 최대 패각직경 약 20cm까지 성장한다.

## 생태적 특징
표층근처에서 거의 750m 수심의 특히 산호초 같은 딱딱한 지질을 가진 대륙붕과 대륙사면에 분포한다. 남태평양 대부분에서 서식한다. 호주, 일본, 미크로네시아 연안의 산호초 근처에서 발견된다. 모든 앵무조개 종의 눈과 마찬가지로 황제앵무조개의 눈은 대부분의 다른 두족류의 눈보다 더 원시적이다. 이 종은 흡반이 없는 약 90 개의 촉수를 가지고 있으며 촉수의 형태는 초형아강의 것과 크게 다르다. 모든 앵무조개속의 생물과 마찬가지로 각 눈 근처에 화학 물질을 감지하고 후각과 화학주성을 사용하여 음식을 찾는 한 쌍의 더듬이가 있다.
이 종의 가장 오래된 화석은 필리핀의 루손 해안에서 퇴적된 초기 플라이스토세 퇴적물이라고 알려져 있다.
한때 살아있는 화석으로 여겨졌던 앵무조개는 현재 고대 암모나이트와 매우 다른 것으로 간주되고 있다. 사실, 황제앵무조개의 분류군인 Nautilus pompilius는 사실 수십 종의 앵무조개를 하나의 이름으로 묶은 것이다.
현재 황제앵무조개를 포함한 모든 앵무조개 종은 주로 보석 및 기타 장식용 공예품에 사용되는 껍데기로 인해 남획되면서 생존을 위협받고 있다. 이로인해 2016년에는 국제 무역을 제한하는 CITES 부록 II로 옮겨졌고, 그 이후 앵무조개는 멸종 위기에 처한 종에 관한 법률에 따라 멸종 위기 종으로 인정되었다.

## 생활주기
황제앵무조개의 생활 주기에 대한 연구는 주로 포획된 동물을 기반으로 했으며 그들의 알은 야생에서 발견된적이 없다.
앵무조개는 1950년대부터 공공 수족관에 사육되어 왔지만, 황제앵무조개는 1995년 와이키키 수족관에서 처음으로 사육이 시작되었으며 포획 사육은 오늘날에도 드물게 이루어진다.
대부분의 두족류와 달리 앵무조개에는 애벌레 단계가 없다. 암컷은산호 틈이나 산호 사이에 알을 낳는다. 앵무조개 새끼의 껍질은 알 안에서부터 자라며 앵무조개가 완전히 나오기 전에 알의 윗부분을 뚫고나온다. 수온에 따라 알은 9개월에서 15개월 사이에 부화한다.
2017년에 몬터레이 베이 아쿠아리움(Monterey Bay Aquarium)에서 처음으로 알에서 나오는 새끼를 촬영할 수 있었다. 앵무조개는 대부분의 다른 두족류와는 달리 상대적으로 수명이 길고 약 5년이 되어야 생식능력을 갖춘다.

## 식성
황제앵무조개는 육식 동물로서 썩은 고기와 이물질뿐만 아니라 살아있는 조개류와 게를 먹는다. 이로 인해 황제앵무조개는 청소부로 묘사된다.
황제앵무조개가 섭취한 음식은 오랜시간 변성되지 않고 저장할 수 있는 위와 같은 기관에 저장된다.

## 껍질 기하학
황제앵무조개는 종종 황금 나선의 예로 사용된다. 앵무조개는 대수 나선을 보이고, 그 비율은 약 1.24에서 1.43이며 평균 비율은 약 1.33 대 1이다. 황금 나선의 비율은 1.618이다. 이러한 나선 모양은 잘린 앵무조개에서 직접 볼 수 있다.

## 껍질의 구조
황제앵무조개의 껍질은 부력의 기능을 수행하기때문에 앵무조개의 껍질은 내부 액체의 밀도와 부피를 제어하여 마음대로 잠수하거나 상승할 수 있다.
이 사실은 뉴칼레도니아에서의 몇 주 간격으로 다양한 깊이에서 황제앵무조개의 유체 밀도를 테스트한 실험에서 발견되었다.

일반적으로 앵무조개는 약 300m(1000피트)가량의 깊이에 서식하지만, 추가 테스트에서 더 깊은곳으로도 잠수할 수 있는것이 드러났다. 그러나 앵무조개는 극단적인 깊이까지 잠수할 수 없다. 황제앵무조개의 껍질은 깊은 물에서는 압력으로 인해 파열되고 껍질속으로 물이 채워진다. 황제앵무조개는 최대600m(2000피트)까지 잠수할 수 있다.
1. ↑  #author.fullName}. “Nautilus: Chambers of secrets” (미국 영어). 2023년 5월 30일에 확인함.
2. ↑  “NAUTILUS POMPILIUS의 3차원 냄새 추적” (PDF).
3. ↑  #author.fullName}. “Nautilus: Chambers of secrets” (미국 영어). 2023년 5월 30일에 확인함.
4. ↑   https://www.montereybayaquarium.org/members/shorelines/shorelines-spring-2018/online-exclusive. |제목=이(가) 없거나 비었음 (도움말)
5. ↑   [Norman, M. (2000). Cephalopods – A World Guide. ConchBooks. pp. 24–29. Norman, M. (2000). Cephalopods – A World Guide. ConchBooks. pp. 24–29.] |url= 값 확인 필요 (도움말). |제목=이(가) 없거나 비었음 (도움말)
6. ↑   https://www.montereybayaquarium.org/members/shorelines/shorelines-spring-2018/online-exclusive. |제목=이(가) 없거나 비었음 (도움말)
7. ↑   https://www.youtube.com/watch?v=hud5kOW5OW8. |제목=이(가) 없거나 비었음 (도움말)
8. ↑   https://www.montereybayaquarium.org/members/shorelines/shorelines-spring-2018/online-exclusive. |제목=이(가) 없거나 비었음 (도움말)
9. ↑   https://archive.org/details/insearchofnautil00ward/page/72. |제목=이(가) 없거나 비었음 (도움말)
10. ↑   https://archive.org/details/insearchofnautil00ward/page/160. |제목=이(가) 없거나 비었음 (도움말)
11. ↑   https://archive.org/details/insearchofnautil00ward/page/160. |제목=이(가) 없거나 비었음 (도움말)
12. ↑   https://archive.org/details/insearchofnautil00ward/page/160. |제목=이(가) 없거나 비었음 (도움말)